# История грузовых паровозов в России
На железных дорогах Советского Союза до создания в 1931 году мощного паровоза ФД парк грузовых паровозов состоял в основном из паровозов 0-5-0 серии Э и паровозов 1-5-0 серии Е различных модификаций. В 1934 году был начат массовый выпуск паровоза 1-5-0 серии СО, созданного на базе паровоза Э.
В 1931 году Луганский паровозостроительный завод начал выпуск грузовых паровозов серии ФД типа 1-5-1. Это был самый мощный в Европе паровоз массового выпуска того времени с расчётной мощностью 2600 л. с. В течение ограниченного времени реализовались мощности до 2900 л. с.
В 1935 году на Ворошиловградском заводе был построен опытный грузовой паровоз типа 2-7-2. Это был единственный паровоз в мире с семью спаренными осями в жёсткой раме. Его расчётная сила тяги составляла 280 кН (28,0 тс), развиваемая мощность — до 4000 л. с. Паровоз практически не был использован в поездной работе из-за разрушительного воздействия столь сложного экипажа на рельсы.
В послевоенный период паровозостроения в СССР были выпущены два серийных типа грузовых паровозов с пятью сцепными осями в жёсткой раме с нагрузкой на ось 18 т: паровозы 1-5-0 серии Л и 1-5-1 серии ЛВ с расчётной силой тяги соответственно 221,5 и 231,5 кН. Условия эксплуатации и требования перевозочной работы позволяли обходиться паровозами, имеющими не более четырёх-пяти спаренных осей в единой раме.
В 1898—1899 годах Брянским и Путиловским заводами по проекту завода Хеншеля были построены первые российские сочленённые грузовые паровозы. Эти паровозы типа 0-3+3-0 получили серию Ѳ;. Сила тяги паровоза Ѳ; была такова, что рвались винтовые упряжи первых вагонов поезда. В 1949 году Коломенским заводом был построен опытный образец сочленённого грузового паровоза П34 типа 1-3+3-1. В 1954 году на том же заводе были построены два опытных сочлененных паровоза П38 типа «Маллет» 1-4+4-2. Расчётная сила тяги паровоза составляла 400 кН. Это был самый мощный советский паровоз.